# Rapsódia em Agosto
Rapsódia em Agosto (em japonês:  八月の狂詩曲; Hachi-gatsu no Kyōshikyoku) é um filme japonês de 1991 dirigido e escrito por Akira Kurosawa.

## Sinopse
Enquanto seus pais vão visitar um parente doente no Havaí, quatro adolescentes japoneses ficam na casa de sua avó, em Nagasaki. A velha senhora ainda sofre com a perda do marido, quando a bomba atômica explodiu no local e a deixou viúva, assim como milhares de outras pessoas.
Clark é um americano que, ao tomar conhecimento da perda, decide visitar a família e pedir desculpas pelo ocorrido, deixando frente a frente duas gerações diferentes sobre temas como o perdão e o arrependimento.